# Bromst (album de Dan Deacon)
 (octobre 2012).
Si vous disposez d'ouvrages ou d'articles de référence ou si vous connaissez des sites web de qualité traitant du thème abordé ici, merci de compléter l'article en donnant les références utiles à sa vérifiabilité et en les liant à la section « Notes et références ».
Albums de Dan Deacon
Spiderman of the Rings
(2007) America
(2012)
Bromst est un album du musicien américain Dan Deacon, sorti le 24 mars 2009 sur le label Carpark Records. Dans une interview sur NPR (Talk of the Nation) le 22 avril 2009, Dan Deacon confirme que le mot 'Bromst' n'a pas d'autre signification que d'être le titre de l'album.

## Enregistrement et production
Bien que la plupart des sons de 'Bromst' soient générés par ordinateur, beaucoup ont été enregistrés avec des instruments de musique. Sur quelques morceaux de 'Bromst', Deacon a utilisé un piano mécanique.
L'album a été produit par Chester Gwazda, enregistré principalement à Baltimore et mixé à SnowGhost Studio à Whitefish (Montana).

## Liste des morceaux
| 1.    | Build Voice                         | 5:28 |
| 2.    | Red F                               | 4:38 |
| 3.    | Paddling Ghost                      | 4:05 |
| 4.    | Snookered                           | 8:04 |
| 5.    | Of the Mountains                    | 7:16 |
| 6.    | Surprise Stefani                    | 7:46 |
| 7.    | Wet Wings                           | 2:53 |
| 8.    | Woof Woof                           | 4:44 |
| 9.    | Slow With Horns / Run for Your Life | 6:35 |
| 10.   | Baltihorse                          | 6:21 |
| 11.   | Get Older                           | 6:30 |
| 12.   | Kalimidiba (piste bonus sur iTunes) | 2:40 |
| 64:11 |                                     |      |